# الميفوع (الحيمة الداخلية)

تعديل مصدري - تعديل

الميفوع هي إحدى قرى عزلة الأحبوب بمديرية الحيمة الداخلية التابعة لمحافظة صنعاء، بلغ تعداد سكانها 211 نسمة حسب تعداد اليمن لعام 2004.